# ATP-toernooi van San Marino
Het ATP-toernooi van San Marino was een tennistoernooi voor mannen dat tussen 1989 en 2000 op de ATP-kalender stond. In 2001 is de licentie overgenomen door het ATP-toernooi van Sopot. Sinds 2001 maakt het toernooi deel uit van de ATP Challenger Tour.
In een drietal jaren (1991–1993) vond een à twee weken eerder het WTA-toernooi van San Marino plaats.

## Finales

### Enkelspel
| Jaar | Winnaar                | Runner-up         | Score            |
| ---- | ---------------------- | ----------------- | ---------------- |
| 1989 | José Francisco Altur   | Roberto Azar      | 6-7, 6-4, 6-1    |
| 1990 | Guillermo Pérez Roldán | Omar Camporese    | 6-3, 6-3         |
| 1991 | Guillermo Pérez Roldán | Frederic Fontang  | 6-3, 6-1         |
| 1992 | Karel Nováček          | Francisco Clavet  | 7-5, 6-2         |
| 1993 | Thomas Muster          | Renzo Furlan      | 7-5, 7-5         |
| 1994 | Carlos Costa           | Oliver Gross      | 6-1, 6-3         |
| 1995 | Thomas Muster          | Andrea Gaudenzi   | 6-2, 6-0         |
| 1996 | Albert Costa           | Félix Mantilla    | 7-6(7), 6-3      |
| 1997 | Félix Mantilla         | Magnus Gustafsson | 6-4, 6-1         |
| 1998 | Dominik Hrbatý         | Mariano Puerta    | 6-2, 7-5         |
| 1999 | Galo Blanco            | Albert Portas     | 4-6, 6-4, 6-3    |
| 2000 | Álex Calatrava         | Sergi Bruguera    | 7-6(7), 1-6, 6-4 |

### Dubbelspel
| Jaar | Winnaar                         | Runner-up                           | Score         |
| ---- | ------------------------------- | ----------------------------------- | ------------- |
| 1989 | Simone Colombo Claudio Mezzadri | Pablo Albano Gustavo Luza           | 6-4, 6-1      |
| 1990 | Vojtech Flégl Daniel Vacek      | Jordi Burillo Marcos Aurelio Górriz | 6-1, 4-6, 7-6 |
| 1991 | Jordi Arrese Carlos Costa       | Christian Miniussi Diego Pérez      | 6-3, 3-6, 6-3 |
| 1992 | Nicklas Kulti Mikael Tillström  | Cristian Brandi Federico Mordegan   | 6-2, 6-2      |
| 1993 | Daniel Orsanic Olli Rahnasto    | Juan Garat Roberto Saad             | 6-4, 1-6, 6-3 |
| 1994 | Neil Broad Greg Van Emburgh     | Jordi Arrese Renzo Furlan           | 6-4, 7-6      |
| 1995 | Jordi Arrese Andrew Kratzmann   | Pablo Albano Federico Mordegan      | 7-6, 3-6, 6-2 |
| 1996 | Pablo Albano Lucas Arnold Ker   | Mariano Hood Sebastián Prieto       | 6-1, 6-3      |
| 1997 | Cristian Brandi Filippo Messori | Brandon Coupe David Roditi          | 7-5, 6-4      |
| 1998 | Jiří Novák David Rikl           | Mariano Hood Sebastián Prieto       | 6-4, 7-6      |
| 1999 | Lucas Arnold Ker Mariano Hood   | Petr Pála Pavel Vízner              | 6-3, 6-2      |
| 2000 | Tomáš Cibulec Leoš Friedl       | Gastón Etlis Jack Waite             | 7-6(1), 7-5   |

1989 · 1990 · 1991 · 1992 · 1993 · 1994 · 1995 · 1996 · 1997 · 1998 · 1999 · 2000
 San Marino (1989-2000) →  Sopot (2001-2007) →  Warschau (2008) →  Kitzbühel (2011-heden)
ITF-toernooien (mannen en vrouwen)

ATP-toernooien (mannen) – ATP-seizoen 2025

WTA-toernooien (vrouwen) – WTA-seizoen 2025

Voormalige toernooien mannen
Voormalige toernooien vrouwen
Voormalige amateurtoernooien